# Вілла-Санто-Стефано
Вілла-Санто-Стефано (італ. Villa Santo Stefano) — муніципалітет в Італії, у регіоні Лаціо,  провінція Фрозіноне.
Вілла-Санто-Стефано розташована на відстані близько 85 км на південний схід від Рима, 14 км на південь від Фрозіноне.
Населення — 1706 осіб (2014).

## Демографія
Населення за роками:

Станом на 1 січня 2023 року в муніципалітеті офіційно проживало 56 іноземців з 10 країн, серед них 30 громадян країн Євросоюзу.

## Сусідні муніципалітети
- Амазено
- Кастро-дей-Вольші
- Чеккано
- Джуліано-ді-Рома
- Просседі